# Landgericht (Österreich)
Landgerichte waren in den österreichischen Stammlanden der Habsburger und dem Erzstift Salzburg im Spätmittelalter und der frühen Neuzeit landesherrliche Hochgerichte. Sie sind nicht zu verwechseln mit den heutigen Landesgerichten in Österreich, den Gerichtshöfen erster Instanz in Trägerschaft des Bundes. Beispiele von Landgerichten in Oberösterreich sind die von Machland und Waxenberg.

## Geschichte
Die im 13. Jahrhundert aus den mittelalterlichen Grafschaftsgerichten hervorgegangenen Landgerichte besaßen in den österreichischen Stammlanden der Habsburger und dem Erzstift Salzburg umfassende zivil- und strafrechtliche Kompetenzen für alle Bewohner ihres Sprengels. Die unteren Landgerichte übten Gerichtsbarkeit über nichtrittermäßige Bevölkerung aus, die höheren Stände fielen in den Zuständigkeitsbereich der oberen Landgerichte. Klöster erfuhren Exemtion vom Landgericht. Im 15. Jahrhundert verloren die unteren Landgerichte ihren Charakter als landesherrliche Gerichte und fielen vielfach an adlige Grundherren. Diese waren in der Lage, Landgerichte zu erwerben und sich vom jeweiligen Landesherrn mit dem Blutbann belehnen zu lassen. Die Landgerichte in dieser Form bestanden bis zur Josephinischen Gerichtsreform bzw. bis zur Revolution 1848.